# Sikorzyno
Sikorzyno is een dorp in de gemeente Stężyca, uit de Powiat Kartuski, Pommeren, in het noorden van Polen. Het ligt 6 kilometer ten oosten van Stężyca, 20 kilometer ten zuidwesten van Kartuzy, en 45 ten zuidwesten van Gdańsk.
Er wonen 380 mensen in het dorp.